# FC Pirin Blagoevgrad
FC Pirin Blagoevgrad é uma equipe búlgaro de futebol com sede em Blagoevgrad. Disputa a primeira divisão da Bulgária (A Group).
Seus jogos são mandados no Hristo Botev Stadium, que possui capacidade para 11.000 espectadores.

## História
O FC Pirin Blagoevgrad foi fundado em 1922.